# Хохлатка Ледебура
Хохлатка Ледебура (лат. Corydalis ledebouriana) — вид многолетних травянистых растений рода Хохлатка (Corydalis) подсемейства Дымянковые (Fumarioideae) семейства Маковые (Papaveraceae).
Вид назван в честь немецкого ботаника Карла Христиана Фридриха фон Ледебура.

## Ботаническое описание
Многолетнее травянистое растение. Клубень сплюснутый, около 5—6 см в поперечнике, листья почти без черешков. Соцветия поднимаются над ними на 20 см, вынося широко расставленные, розовые или фиолетово-розовые цветки, изменчивые по форме (от широких до узких) и величине (от 16 до 25 мм длиной). Шпорец розовый, глазок серый с белым пятном.

## Распространение
Типичный горный вид. Встречается по глинистым и каменистым склонам в горах Центральной и Средней Азии.